# Superpuchar Portugalii w piłce siatkowej mężczyzn (2018)
Superpuchar Portugalii w piłce siatkowej mężczyzn 2018 – 22. edycja rozgrywek o Superpuchar Portugalii rozegrana 5 października 2018 roku w Pavilhão da Póvoa de Varzim w Póvoa de Varzim. W meczu o Superpuchar udział wzięły dwa kluby: mistrz Portugalii w sezonie 2017/2018 - Sporting CP oraz zdobywca Pucharu Portugalii 2018 - SL Benfica.
Po raz ósmy zdobywcą Superpucharu Portugalii został klub SL Benfica.

## Drużyny uczestniczące
| Drużyna     | Osiągnięcia w sezonie 2017/2018 |
| ----------- | ------------------------------- |
| Sporting CP | mistrzostwo Portugalii          |
| SL Benfica  | zdobycie Pucharu Portugalii     |

## Mecz
Piątek, 5 października 2018 – 19:00 (UTC+1) • Pavilhão da Póvoa de Varzim, Póvoa de Varzim
Czas trwania meczu: 102 minuty
Sędziowie: Ricardo Ferreira i Nuno Maia
| Sporting CP            | 0:3                          | SL Benfica         |
| Nikołaj Nikołow 13 pkt | (22:25, 25:27, 34:36) raport | Hugo Gaspar 17 pkt |

| Poz.                 | Nr | Zawodnik         | 1           | 2           | 3          | 4 | 5 | Pkt |
| -------------------- | -- | ---------------- | ----------- | ----------- | ---------- | - | - | --- |
| P                    | 1  | Leonel Marshall  | 6 trzy      | 5 dwa       | 5 dwa      |   |   | 9   |
| R                    | 2  | Guillermo Hernán | 5 dwa       | 4 jeden     |            |   |   |     |
| Ś                    | 11 | Nikołaj Nikołow  | 4 jeden     | 9 sześć     | 6 trzy     |   |   | 13  |
| P                    | 15 | Todor Aleksiew   | 9 sześć     | 8 pięć      | 14 zmiana5 |   |   | 5   |
| A                    | 18 | Wallace Martins  | 8 pięć      | 7 cztery    |            |   |   | 4   |
| Ś                    | 19 | Hélio Sanches    | 7 cztery    | 6 trzy      | 17 zmiana8 |   |   | 5   |
| L                    | 4  | Hugo Ribeiro     | L           | L           | L          |   |   |     |
| Zmiany               |    |                  |             |             |            |   |   |     |
| Ś                    | 3  | Andre Brown      |             |             | 9 sześć    |   |   | 5   |
| P                    | 5  | Roberto Reis     |             | 24 zmiana15 | 8 pięć     |   |   | 7   |
| A                    | 7  | Ángel Dennis     | 11 zmiana2  | 27 zmiana18 | 7 cztery   |   |   | 12  |
| R                    | 8  | Miguel Maia      | 27 zmiana18 | 11 zmiana2  | 4 jeden    |   |   | 1   |
| L                    | 17 | João Fidalgo     | L           | L           | L          |   |   |     |
| Nie weszli na boisko |    |                  |             |             |            |   |   |     |
| Ś                    | 6  | Kibinho          |             |             |            |   |   |     |
| P                    | 9  | João Simões      |             |             |            |   |   |     |
| Trener               |    |                  |             |             |            |   |   |     |
| Hugo Silva           |    |                  |             |             |            |   |   |     |

| Poz.                 | Nr | Zawodnik                   | 1           | 2           | 3           | 4 | 5 | Pkt |
| -------------------- | -- | -------------------------- | ----------- | ----------- | ----------- | - | - | --- |
| P                    | 3  | André Lopes                | 4 jeden     | 4 jeden     | 4 jeden     |   |   | 5   |
| Ś                    | 4  | Peter Wohlfahrtstätter     | 5 dwa       | 5 dwa       | 5 dwa       |   |   | 11  |
| A                    | 8  | Hugo Gaspar                | 9 sześć     | 9 sześć     | 9 sześć     |   |   | 17  |
| Ś                    | 9  | Marc-Anthony Honoré        | 8 pięć      | 8 pięć      | 8 pięć      |   |   | 8   |
| P                    | 15 | Frederic Winters           | 7 cztery    | 7 cztery    | 7 cztery    |   |   | 10  |
| R                    | 17 | Tiago Violas               | 6 trzy      | 6 trzy      | 6 trzy      |   |   |     |
| L                    | 7  | Ivo Casas                  | L           | L           | L           |   |   |     |
| Zmiany               |    |                            |             |             |             |   |   |     |
| P                    | 1  | Raphael Thiago de Oliveira | 12 zmiana3  | 12 zmiana3  |             |   |   |     |
| A                    | 6  | Théo Lopes                 | 26 zmiana17 | 26 zmiana17 | 26 zmiana17 |   |   | 9   |
| Ś                    | 16 | Flávio Soares              |             |             | 18 zmiana9  |   |   | 1   |
| R                    | 20 | Nuno Pinheiro              | 17 zmiana8  | 17 zmiana8  | 17 zmiana8  |   |   |     |
| Nie weszli na boisko |    |                            |             |             |             |   |   |     |
| P                    | 10 | Bernardo Martins           |             |             |             |   |   |     |
| Ś                    | 11 | Filip Cveticanin           |             |             |             |   |   |     |
| L                    | 22 | João Simões                |             |             |             |   |   |     |
| Trener               |    |                            |             |             |             |   |   |     |
| Marcel Matz          |    |                            |             |             |             |   |   |     |

## Statystyki meczowe
| SPO | STATYSTYKI        | BEN |
| 81  | MAŁE PUNKTY       | 88  |
| 47  | ATAK              | 45  |
| 10  | BLOK              | 11  |
| 4   | SERWIS            | 5   |
| 20  | BŁĘDY PRZECIWNIKA | 27  |

## Wyjściowe ustawienie drużyn
| Nikołow Hernán Marshall Sanches Martins Aleksiew Ribeiro Lopes Wohlfahrtstätter Violas Winters Honoré Gaspar Casas |